# Josep Cargol
Josep « Pep » Cargol, né le 11 mars 1968, à Sant Joan les Fonts, en Espagne, est un joueur puis entraîneur espagnol de basket-ball. Il évolue durant sa carrière au poste d'ailier fort.

## Palmarès
Finaliste des Jeux méditerranéens de 1987
- 3e du championnat d'Europe 1991
- Champion d'Espagne 1993, 1994
- Euroligue 1995
- Coupe Saporta 1989, 1992
- Coupe Korać 1988